# Daniel Pancu
Daniel Gabriel Pancu (Iași, 17 augustus 1977) is een Roemeens voetballer. Hij speelt als aanvaller bij FC Voluntari.

## Carrière
Pancu begon zijn carrière bij Politehnica Iași, waarmee hij in 1995 zijn debuut in de hoogste Roemeense voetbalklasse maakte. In de winter van 1996 werd hij voor $200.000 getransfereerd naar Rapid Boekarest. Hij was op dat moment de meeste dure speler die Iași verkocht. Na twee en een half seizoen vertrok hij naar AC Cesena uit de Italiaanse Serie B. Maar na een jaar in de Serie B keerde Pancu terug naar Rapid Boekarest waar hij voor twee seizoenen zou blijven. In deze periode bekwam hij zijn eerste selectie voor het Roemeense nationale team. In 2002 werd hij gekocht door Beşiktaş voor $2.250.000. In de winter van 2005-2006 keerde hij terug naar Rapid op leenbasis. Daarna trok hij naar Bursaspor.
Hij werd vooral bekend omdat hij in de Istanbulse derby tussen Besiktas en Fenerbahçe in het doel van de uitgesloten keeper (die reeds een geblesseerde keeper had vervangen) mocht gaan staan. Hij stopte de penalty niet maar Besiktas won de derby met 4-3 en het volgende seizoen kreeg Pancu het truitje met rugnummer 1 bij Besiktas. Hij scoorde ook eenmaal tegen de Spaanse club Valencia in de UEFA cup, toen hij bij Besiktas speelde.
In 2008 keerde hij voor de vierde keer terug naar Rapid Boekarest. Na een half jaar verliet hij de club om te voetballen bij het Tsjetsjeense Terek Grozny. Voor Gronzy scoorde hij tien keer in drieëndertig competitieduels. Begin 2010 volgde een transfer naar het Bulgaarse CSKA Sofia. Het seizoen 2010/11 vatte hij weer aan in de Roemeense competitie bij FC Vaslui. In 2011 keerde hij echter weer terug naar Rapid Boekarest.

## Erelijst
Rapid Boekarest
- Roemeens landskampioen: 1998/1999
- Roemeense beker: 1997/1998, 2001/2002, 2005/2006
- Roemeense Supercup: 1999, 2002

 Beşiktaş JK
- Turks landskampioen: 2002/2003